# Massa Crítica (evento)

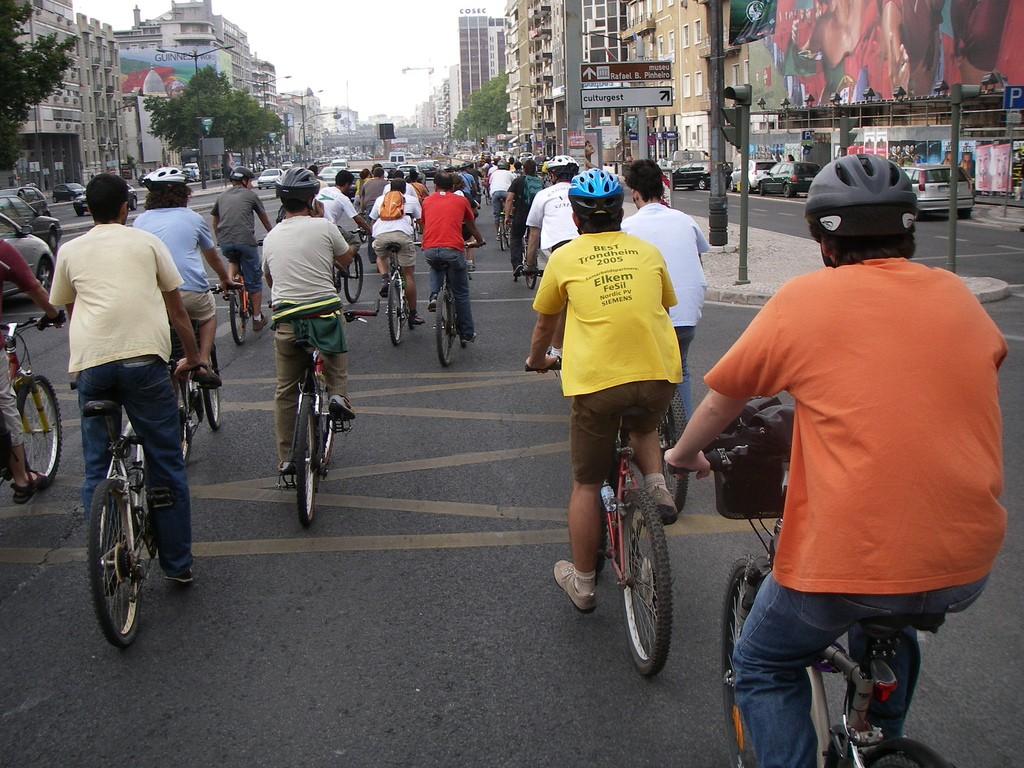
Bicicletada de Lisboa, 30 de junho de 2006.

Massa Crítica (do inglês Critical Mass) ou Bicicletada (termo usado na maioria das cidades brasileiras e em Portugal e Moçambique) é um evento que ocorre tradicionalmente na última sexta-feira do mês em muitas cidades pelo mundo, onde ciclistas, skatistas, patinadores e outras pessoas com veículos movidos a propulsão humana, ocupam seu espaço nas ruas. Os principais objetivos são divulgar a bicicleta como um meio de transporte, criar condições favoráveis para o uso deste veículo e tornar mais ecológicos e sustentáveis os sistemas de transporte de pessoas, principalmente no meio urbano.
A Massa Crítica é simplesmente um grupo que se encontra mensalmente para aproveitar o prazer e segurança de andar pela cidade em grupo. A frase "não estamos atrapalhando o trânsito, nós somos o trânsito" expressa bem sua filosofia. Críticos têm alegado que o evento é uma tentativa deliberada de obstruir o tráfego e causar uma interrupção nas funções normais das cidades, afirmando que os indivíduos que participam da Massa Crítica se recusam a obedecer as leis de tráfego que se aplicam a ciclistas, em geral as mesmas que dos outros veículos. Esses participantes que desrespeitam as leis defendem suas ações baseados na crença de que, nas circunstâncias especiais que cercam o evento, obedecer as leis à risca seria mais perigoso e inconveniente para os usuários das ruas. Além disso, alguns participantes acreditam que as leis para os usuários de bicicletas nas ruas são injustas e diferentes das que tratam os pedestres e motoristas, e que as leis de trânsito favorecem fortemente o uso de veículos motorizados em muitas cidades. Desrespeitar as leis de trânsito no contexto da Massa Crítica é portanto um protesto contra essa injustiça.
Não existem líderes ou estatutos, o que leva a variações de postura e comportamento de acordo com os participantes de cada localidade ou evento. As Massas Críticas são passeios auto-organizados e independentes - geralmente apenas o local de encontro, o dia e o horário são definidos. Em algumas cidades, o trajeto, o ponto de chegada e as atividades ao longo do percurso são decididos somente quando o evento já esta ocorrendo. Claramente existe um caráter de protesto nesses eventos: os participantes demonstram, se reunindo em público, as vantagens de usar a bicicleta como meio de transporte nas cidades e também alertam para as mudanças necessárias no espaço urbano para melhor acomodar os ciclistas.
Muitas Massas Críticas têm se tornado cada vez mais criativas, como a Massa Crítica da cidade de São Paulo: já há alguns anos, é visível e crescente a tendência de utilizar bom humor e ações mais duradouras para conquistar os motoristas em vez de confrontá-los, mostrando que a bicicleta é um meio de transporte viável, rápido, saudável e prazeroso, além de passar a mensagem de que os ciclistas têm direito a seu espaço nas ruas. Essa nova postura tem mais receptividade com os motorizados e se torna mais interessante à mídia não especializada, resultando em uma exposição maior do movimento e principalmente da ideia da bicicleta como meio de transporte. Em setembro de 2006, a Bicicletada paulistana promoveu, junto com outros movimentos e entidades, várias atividades relacionadas ao Dia Mundial Sem Carros, como o Desafio Intermodal e a Vaga Viva. As iniciativas se repetiram no ano seguinte e continuaram acontecendo nos anos subsequentes.
O maior mote da Massa Crítica é "um carro a menos", usado principalmente para tentar obter um maior respeito dos veículos motorizados que trafegam nas ruas saturadas das grandes cidades.

## Propósito

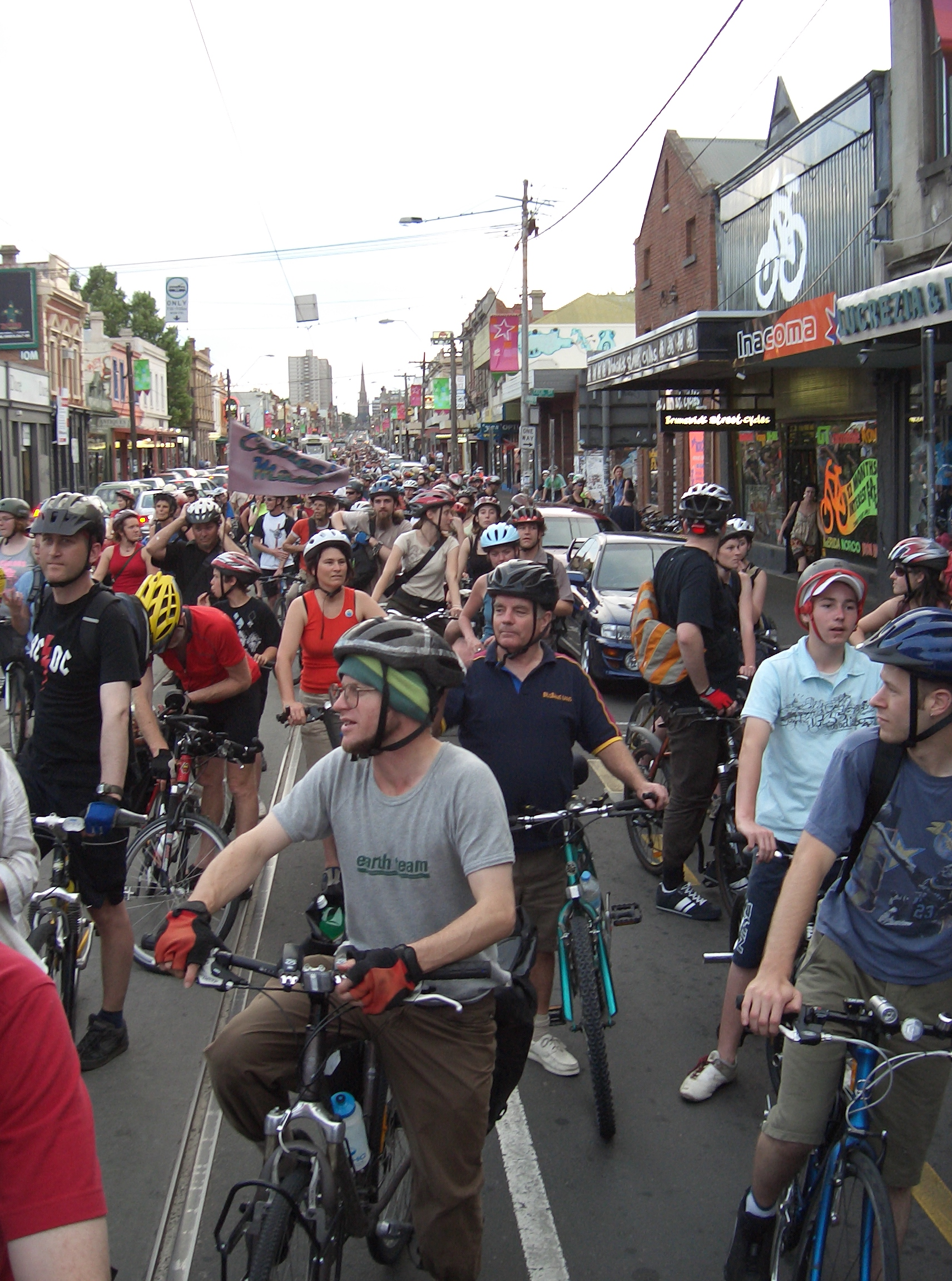
Cerca de mil pessoas participaram do décimo aniversário da Massa Crítica de Melbourne (Austrália) em novembro de 2005.

O propósito da Massa Crítica não é bem compreendido por seus críticos, isso principalmente por sua origem e estrutura anarquista. A ideia é que o evento ocorra de acordo com os princípios da ação direta, criando um espaço público onde os automóveis são substituídos por meios de transporte movidos à propulsão humana. Um dos slogans define bem a intenção do movimento: We Are Traffic (Nós somos tráfego). A Massa Crítica é sem dúvida ligada ao movimento ambiental, o qual cita o automóvel de uso privado como uma catástrofe para o nosso meio ambiente, tanto em termos físicos como em termos sociais. Geralmente, o objetivo do evento, como indicado pelas ações de seus participantes, é se opor à dominação do automóvel no meio urbano, criando uma alternativa mais ecológica e sustentável. Não existe uma padronização, e os participantes possuem opiniões e metas diferentes, em alguns casos podem até discordar. Por exemplo, alguém pode participar não por razões ambientais, mas movido por teorias de justiça social. Muitos participam não em oposição a alguma coisa, mas simplesmente por gostar da oportunidade de se locomover na cidade de forma segura e com outras pessoas.

## Histórico e organização dos eventos
A primeira edição da Massa Crítica ocorreu em São Francisco em 1992. Rapidamente o nome se espalhou e foi adotado por uma série de iniciativas de ocupação das ruas que já ocorriam pelo mundo afora. Estima-se que mais de 325 cidades organizem Massas Críticas.

### Origens
O termo "massa crítica" surgiu de uma observação feita por um estadunidense chamado George Bliss enquanto visitava a China. Ele notou que no tráfego chinês, motoristas e ciclistas haviam adquirido um método de lidar com cruzamentos não sinalizados. O tráfego iria se "agrupar" nessas intersecções até atingir um ponto de "massa crítica" no qual a massa se moveria através da intersecção. Essa descrição é relatada no documentário de Ted White Return of the Scorcher (1992) e posteriormente adotado pelo movimento Massa Crítica. Os primeiros eventos de San Francisco em 1992 eram na verdade nomeados Commute Clot, porém esse título estranho foi rapidamente mudado depois que o filme de Ted White foi exibido. Massa Crítica também é uma referência a várias teorias sociais que sugerem que uma revolução social pode ser alcançada depois que uma certa massa crítica de apoio popular é demonstrada. Isso reflete a freqüente ambição não declarada de muitos participantes do movimento de que o equilíbrio da mobilidade em nossas cidades penderá para bicicletas ou outros meios de transporte que não sejam o veículo motorizado individual.

### Estrutura
A Massa Crítica difere de muitos movimentos sociais por sua estrutura horizontal e pela ausência de hierarquia. Uma ideia que define bem o movimento e que é muito usada é a de uma "coincidência organizada", sem líderes e sem organizadores. Por exemplo, o termo xerocracy foi cunhado para descrever o processo de decisão dos trajetos: qualquer um que tenha uma opinião a dar faz seu próprio mapa e distribui para os outros participantes. Às vezes os trajetos são decididos no meio do caminho por aqueles que estão na parte da frente do grupo. Em outras ocasiões ocorrem votações de qual será o trajeto a ser percorrido naquele dia. Esses métodos livram o movimento dos custos envolvidos na manutenção de uma organização hierárquica: não há reuniões, infra-estrutura, políticas internas etc. Para que aconteça, tudo o que precisa ocorrer é que um número suficiente de pessoas saiba do evento e apareça no dia combinado, para criar uma "massa crítica" grande o suficiente para ocupar de forma segura um pedaço das ruas, que ordinariamente pertencem apenas aos veículos motorizados.

### Rolhagem

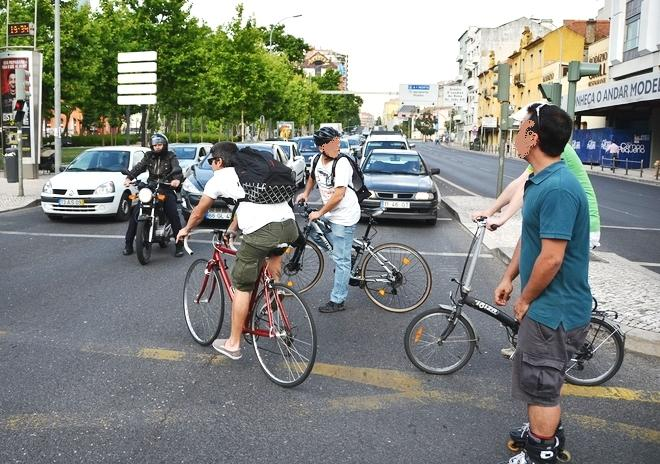
Rolhas em ação na Massa Crítica de Lisboa

Os participantes da Massa Crítica precisam liderar seu próprio evento, simplesmente por não haver liderança formal. Para moderar o passeio do grupo, os ciclistas usam de um artifício que chamam rolhagem, do inglês corking, que envolve bloquear o tráfego nas ruas laterais para que os participantes passem livremente (às vezes até ultrapassando semáforos vermelhos) sem medo que veículos motorizados fiquem presos no meio da multidão. É considerado mais seguro para os participantes permanecerem juntos e não permitir automóveis entre eles, diminuindo o risco de atropelamentos e acidentes com os carros. Veículos motorizados entrando em meio à massa criam gargalos e causam interrupções, tornando a movimentação mais lenta e prejudicando tanto o fluxo de manifestantes quanto o de veículos motorizados que aguardam passagem. No entanto, para uma massa crítica de ciclistas de centenas ou milhares de participantes, os veículos terão que aguardar de qualquer modo e, nesse caso, essa prática é utilizada principalmente por questões de segurança. A dinâmica da rolhagem é similar às paradas. Ao explicar a dinâmica da rolhagem para os iniciantes, muitos recorrem à metáfora de um grande ônibus transportando um grupo de pessoas que não deve ser dividido, mesmo que o sinal feche depois que o grupo começou a passar por um cruzamento. Na maioria das cidades, as massas críticas tentam acomodar uma parte da rua para veículos de emergência (bombeiros, polícia, hospital, etc.) e tomam cuidado em travessias de pedestres; diferentemente de um grupo de carros, é possível criar espaço rapidamente. Denominam-se rolhas os participantes que bloqueiam as vias aos veículos motorizados, para que a massa crítica fique compacta e una.
Alguns críticos argumentam que a prática da rolhagem nas ruas para a travessia de semáforos vermelhos, é contrária à reivindicação da Massa Crítica que diz que "nós somos o trânsito", pois qualquer trânsito de veículos, incluindo o tráfego de bicicletas, geralmente não possui esse direito, a não ser com permissão da autoridade de trânsito local ou em lugares onde a legislação permita tal prática (cidades como Idaho nos EUA : Lei de Bicicletas de Idaho). A prática da rolhagem também dá aos participantes da Massa Crítica a oportunidade de conversar com os motoristas ou espectadores sobre o que está acontecendo, ou por que eles estão sendo solicitados para aguardar. Às vezes, a rolhagem gera hostilidade entre motoristas e ciclistas, acarretando conflitos durante os passeios. Nesses momentos, o melhor a fazer é interromper a massa e permitir que o motorista problemático passe, evitando que o conflito escale para a agressão, situação na qual poderia ser difícil conter a massa de participantes. Entretanto, a maioria dos ciclistas anda pacificamente e a maioria dos motoristas respeita a manifestação, desde que não se sintam ofendidos ou agredidos por ela. Na Massa Crítica de Vancouver (veja a M.C. de Vancouver, Canadá), alguns ciclistas trabalham com a polícia para reportar ameaças perigosas de motoristas aos participantes. É interessante ter nas laterais da manifestação "guias de apoio" experientes em passeios ciclísticos urbanos, bem como um guia de retaguarda para fechar o grupo. Esses guias farão a rolhagem de forma rápida, segura e educada, evitando conflitos com motoristas e mantendo o grupo coeso.

## Confrontos

### San Francisco, 1997
Em 1997, o prefeito de São Francisco, Willie Brown, declarou guerra contra a Massa Crítica depois de ficar preso no trânsito justamente atrás de um grande grupo de pessoas que participava do evento de junho. Ele queria todos os participantes presos e começou uma guerra de palavras na imprensa que escalou para uma grande controvérsia antes do evento de 27 de julho. Ao invés de encontrar-se com os ciclistas, o prefeito recebeu um pequeno grupo que se autodesignava líder para realizar um acordo. Os jornais publicaram o que foi chamado de "rota acordada". Na sexta-feira, o prefeito tentou dirigir o público para o ponto de encontro em  Embarcadero, mas sua voz foi sobreposta pela multidão. A desordem começou quando a massa passou uma quadra além da rota supostamente combinada e então se desviou para o centro da cidade. O evento continuou por horas, com brigas entre ciclistas e motoristas, bicicletas destruídas e abuso policial que por fim terminou em mais de cem prisões.

### Nova Iorque, 2004
Depois que Convenção Nacional Republicana de 2004 coincidiu com a Massa Crítica de Nova Iorque de agosto, surgiram muitos casos na justiça a respeito da legalidade da manifestação, questionando tanto se a polícia tinha o direito de prender ciclistas e confiscar suas bicicletas quanto se o evento demandava uma licença. Em dezembro de 2004, um juiz federal expediu uma ordem judicial contra a Massa Crítica classificando-a como um "evento político".  Em 23 de março de 2005, a cidade iniciou uma ação judicial tentando prevenir a TIME'S UP!, uma ONG local de ação direta, de promover ou anunciar os eventos de Massa Crítica. A ação também dizia que a TIME'S UP! e o público em geral não poderiam participar do evento ou do grupo de pessoas da Massa Crítica, afirmando que uma licença para tal era necessária.
O documentário Still We Ride mostra a natureza desses passeios ciclísticos antes e depois da polícia de Nova York tomar conhecimento deles.  

### Londres, 2005
Em setembro de 2005, a Massa Crítica de Londres, na Inglaterra, se encontrou em conflito com as leis quando a Polícia Metropolitana anunciou publicamente que os organizadores do evento deveriam reportar com seis dias de antecedência a rota que fariam no dia do evento. Além disso, declararam que o evento seria restringido no futuro e que haveria prisões se as ordens não fossem cumpridas. A ameaça foi rapidamente moderada quando grupos políticos e de ciclistas objetaram publicamente.

### São Paulo, 2008

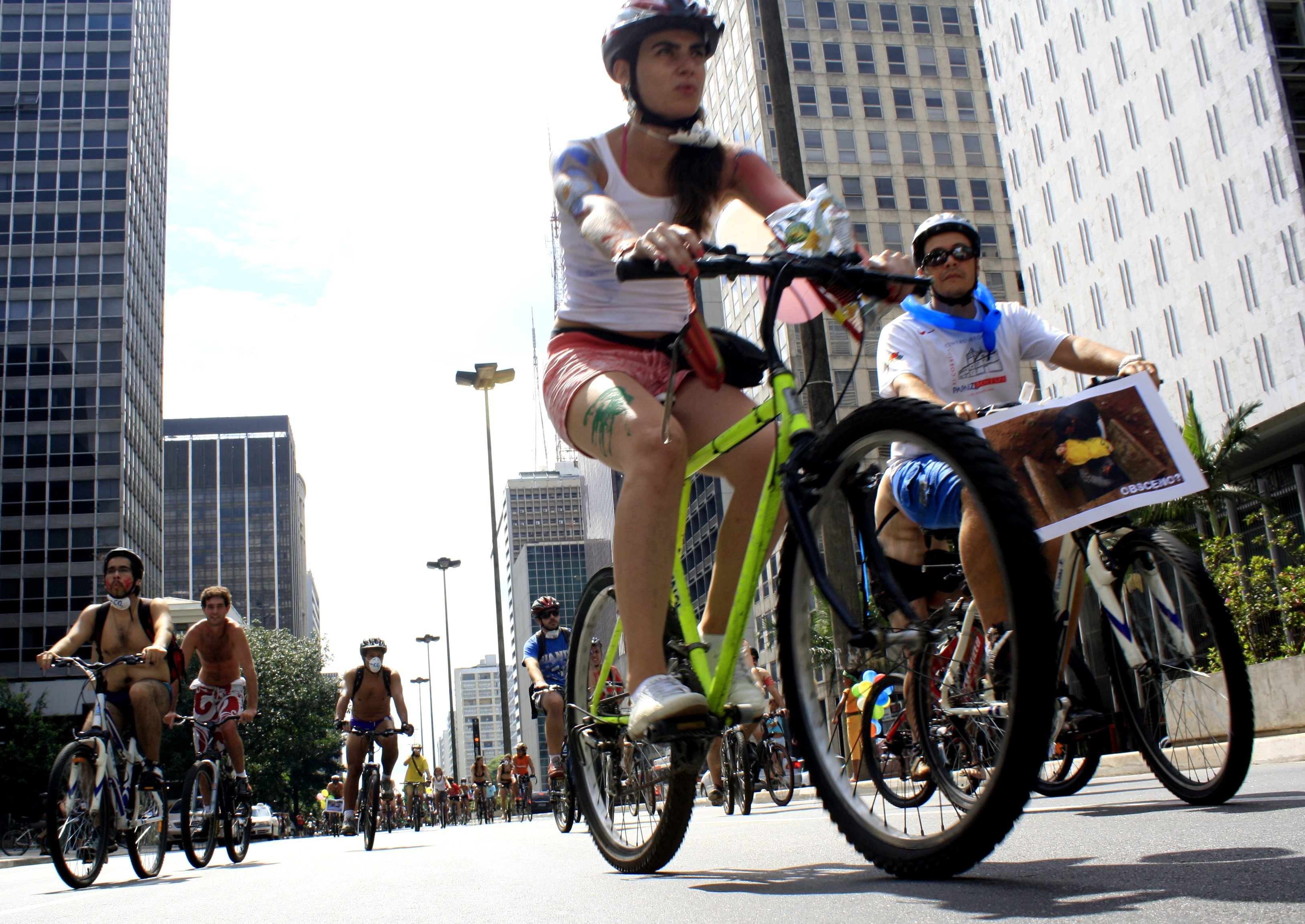
Bicicletada na Avenida Paulista

Em dezembro de 2008, a Massa Crítica (Bicicletada) de São Paulo rumava da Av. Paulista, em São Paulo, para Santos, no litoral. A empresa Ecovias, que possui a concessão das estradas que levam à baixada santista, não permite o fluxo de bicicletas e o objetivo da Massa Crítica era conquistar esse direito, previsto em lei (art. 58 do Código Brasileiro de Trânsito). A Polícia Rodoviária tinha ordem de impedir a descida e os ciclistas foram barrados várias vezes. Não houve confronto ou detenções, porém a negociação com os policiais não deu resultado e apenas sete ciclistas conseguiram chegar ao litoral.

### Porto Alegre, 2011
Em 25 de fevereiro de 2011, Ricardo José Neis, que guiava um carro logo atrás de uma Massa Crítica atropelou cerca de vinte pessoas que participavam do evento no bairro Cidade Baixa, em Porto Alegre. No dia, cento e cinquenta pessoas pedalavam no passeio. Dezenas de bicicletas foram quebradas, quinze pessoas ficaram feridas e oito foram levadas ao Hospital de Pronto Socorro da cidade e liberadas sem ferimentos graves. O atropelador fugiu do local logo após o delito sem prestar socorro, mas na madrugada do mesmo dia, seu carro foi encontrado na zona leste da cidade.
Manifestantes que tinham participado da Massa Crítica permaneceram na via pintando mensagens e desenhos no asfalto e exigindo a prisão do atropelador. Inicialmente, a Polícia Civil anunciou que tratava o caso como lesão corporal culposa.

## Atos

### Fortaleza, 2013
No dia 4 de agosto, em Fortaleza, cerca de 12 manifestantes, que se organizaram por meio de uma página no Facebook, de autoria do grupo Massa Crítica, pintaram uma ciclofaixa na Avenida Ana Bilhar, com o objetivo de melhorar a segurança dos ciclistas e chamar a atenção do poder público para melhorias na mobilidade, principalmente para o ciclismo. Pelo fato do governo ter considerado que a ciclofaixa pintada não oferecia segurança, um ato de vandalismo e, principalmente, de acordo com a prefeitura, a ciclofaixa não obedecia as normas do DENATRAN, ela foi apagada na madrugada do dia 5 para o dia 6.
No dia 10 de agosto, 6 dias após a ciclofaixa na Rua Ana Bilhar ser pintada, foi feita uma segunda, de 1,4km, partindo da Antonio Sales e chega na Engenheiro Santana Júnior. No ato, também foi pintada uma faixa de pedestre. O órgão municipal responsável pela trânsito, a Autarquia Municipal de Trânsito, Serviços Públicos e Cidadania (AMC), informou que a ciclofaixa e a faixa de pedestre estavam fora dos padrões, e por isso começou a apagar no mesmo dia, porém, quando apagava a ciclofaixa no entorno do Parque do Cocó, foi embarcado por ativistas que ocupavam o parque, que colocaram tapumes de madeira no caminho da ciclofaixa, de forma que impossibilitavam do carro que fazia a limpeza prosseguir o caminho. Após negociações e argumentações, o serviço da prefeitura foi suspenso.
No dia 13 de setembro, após estudos e 40 dias desde a a pintada da "ciclofaixa popular", a prefeitura anunciou que irá criar uma ciclofaixa na Rua Ana Bilhar, obra que foi inaugurada 9 dias depois, durante um passeio ciclístico, e que passou a receber fiscalizações no dia seguinte. Segundo secretários, o ato dos integrantes do grupo Massa Crítica de pintar ciclofaixas cidadãs colaborou para a criação da definitiva, por ter gerado reuniões entre gestores e ciclistas (no caso, representantes da Ciclovida), que cobraram soluções.
No dia 22 de setembro, quando a Prefeitura de Fortaleza inaugurou a ciclofaixa da Rua Ana Blhar, integrantes da Massa Crítica pintaram ciclofaixa na Rua Oscar Araripe, no Bom Jardim, com a ajuda de moradores da região, para chamar a atenção da Prefeitura sobre a necessidade de se dar atenção aos bairros periféricos da cidade. Novamente, a AMC considerou que a ciclofaixa não obedecia aos padrões, porém, diferente dos outros casos, não apagou essa ciclofaixa, deixando o tempo apagar a tinta.